# The Last of Us: Left Behind
The Last of Us: Left Behind est un jeu vidéo action-aventure en vue à la troisième personne de type survival horror développé par Naughty Dog et édité par Sony Computer Entertainment. Il est sorti le 14 février 2014 sur PlayStation 3 en tant que contenu téléchargeable du jeu The Last of Us. Il est ensuite sorti dans le jeu The Last of Us Remastered, un portage et version améliorée du jeu sur PlayStation 4 le 29 juillet 2014. Il a ensuite été publié en tant que standalone pour les deux consoles le 12 mai 2015. Basé dans un monde apocalyptique, le joueur contrôle Ellie, une adolescente qui passe du temps avec sa meilleure amie Riley qui a fait un retour inattendu.
Le jeu se joue à la troisième personne ; le joueur utilise des armes à feu, des armes improvisées, et s'infiltre pour se défendre contre des humains hostiles et des infectés (zombies) à cause d'une mutation fictive du champignon Cordyceps. Les joueurs peuvent utiliser le « Mode Écoute » pour localiser les ennemis aux alentours grâce aux bruits générés par ces derniers. Le jeu utilise aussi un système de « crafting » (fabrication), autorisant les joueurs à pouvoir fabriquer et personnaliser des objets aidant à la progression. 
The Last of Us: Left Behind a été largement anticipé dû au succès critique de The Last of Us. Il a été positivement reçu par la critique et les joueurs, notamment par son histoire, le développement des personnages au cours du jeu, et pour avoir représenté des personnages LGBT. Il a reçu plusieurs distinctions et prix depuis sa sortie.

## Trame

### Univers
The Last of Us est un jeu dans un monde apocalyptique dans lequel se trouve un homme du nom de Joel qui va accompagner une fille du nom de Ellie dans une aventure pour retrouver un groupe de révolutionnaires qui veulent créer un vaccin pour sauver le monde des infectés. Dans son DLC: Left Behind, on suit Ellie dans une recherche de médicaments pour aider Joel étant blessé. Pendant sa recherche de médicaments dans un grands centre commercial elle va avoir des flashbacks de deux mois avant avoir rencontré Joel, elle va visiter un centre commercial abandonné pour s'amuser avec son amie Riley. Le jeu va principalement tourner autour des deux centres commerciaux. 

### Personnages
L'histoire du DLC the Last of Us: Left Behind tourne autour de trois personnages, 
Ellie, orpheline de 14 ans, personnage principale dans les deux jeux the Last of Us et son DLC. Riley amie/premier amour de Ellie, orpheline aussi elle rejoint les lucioles pour trouver un but dans sa vie. Joel (Troy Baker) personnage principal du premier jeu, Il a connu le monde avant l'infection, il a perdu sa fille le jour ou le monde a tourné au chaos, il a lié un lien père/fille avec Ellie

### Histoire
Après les conséquences d'un combat qui laisse Joel (Troy Baker) sévèrement blessé, Ellie (Ashley Johnson) recherche dans un centre-commercial abandonné des provisions pour le soigner. Elle découvre un kit de soins dans un hélicoptère militaire écrasé. Faisant son retour au près de Joel, elle se fait attaquer par des infectés et un groupe d'humains hostiles. Elle les combat pour réussir à atteindre Joel, inconscient, et traiter ses blessures ; et elle l'emmène ensuite pour trouver un abri en raison de l'hiver qui arrive.
Des mois plus tôt, avant qu'Ellie ne rencontre Joel, l'amie d'Ellie, Riley (Yaani King) surprit Ellie à leur pensionnat après des semaines d'absence. Elle révèle qu'elle a rejoint les Lucioles (un groupe révolutionnaire militaire) et prend Ellie avec elle pour explorer un centre commercial abandonné. Riley révèle encore qu'elle a été assignée à un groupe de Lucioles dans une autre ville, et brise les règles pour voir Ellie à nouveau. Les filles se disputent, mais Ellie lui dit qu'éventuellement elle supporte sa décision comme c'est une chose que Riley voulait depuis longtemps déjà. Avant de se séparer, Riley branche le walkman d'Ellie et danse avec cette dernière. Ellie, en pleurs, demande à Riley de ne pas partir. Riley enlève sa plaque d'identité militaire et embrasse Ellie. Cependant, attirés par le bruit, des infectés surgissent et poursuivent les deux filles ; elles courent mais sont mordues. Elles envisagent un temps le suicide, mais finalement décident de passer les dernières heures de leur vie ensemble.

## Système de jeu
Le gameplay de The Last of Us: Left Behind est similaire à celui de The Last of Us. C'est un jeu d'action-aventure survival horror qui utilise la vue à la troisième personne. Le jeu inclut des coups de feu, de la mêlée, et un système d'infiltration. Le joueur contrôle Ellie. Une fonctionnalité ajoute au combat l'habilité de pouvoir attirer l'attention des infectés (zombies) sur des humains hostiles afin qu'ils puissent les éliminer. Cela donne au joueur un avantage tactique. Au cours du jeu, le joueur peut visiter et expérimenter plusieurs activités dans le centre commercial, comme un carrousel, une cabine photo, une salle d'arcade, un magasin de masques, et des pistolets à eau. Toutes ces activités et ces lieux permettent de divertir le joueur, et les autorisent à les utiliser de façon différentes ; par exemple la cabine photo permet au joueur de sélectionner différentes poses pour prendre la photo, et utiliser le pistolet à eau permet de tremper Riley.

## Développement
Naughty Dog commence le développement de The Last of Us: Left Behind peu après la sortie de The Last of Us en juin 2013, avec une équipe qui fait la moitié de celle qui a développé le jeu principal. Suivant la décision de créer un contenu téléchargeable solo pour le jeu, l'équipe de développement a immédiatement décidé que l'histoire allait se concentrer sur Ellie ; ils se sont aperçus que les joueurs de The Last of Us étaient intéressés de savoir la vie d'Ellie, antérieurement aux événements du jeu principal, particulièrement des événements concernant Riley Abel, qui a été mentionnée par Ellie dans le jeu principal. De plus, les joueurs étaient intéressés de connaître les événements qui se sont produits entre les sections Automne et Hiver du jeu, dans lequel Ellie prend soin de Joel. Ceci mène à la décision de l'équipe de contraster ces deux parties entre elles, sentant que cela pouvait aider au rythme de l'histoire. Le concepteur Bruce Straley a dit que l'équipe a senti que ces deux histoires justifiaient le développement de Left Behind. 

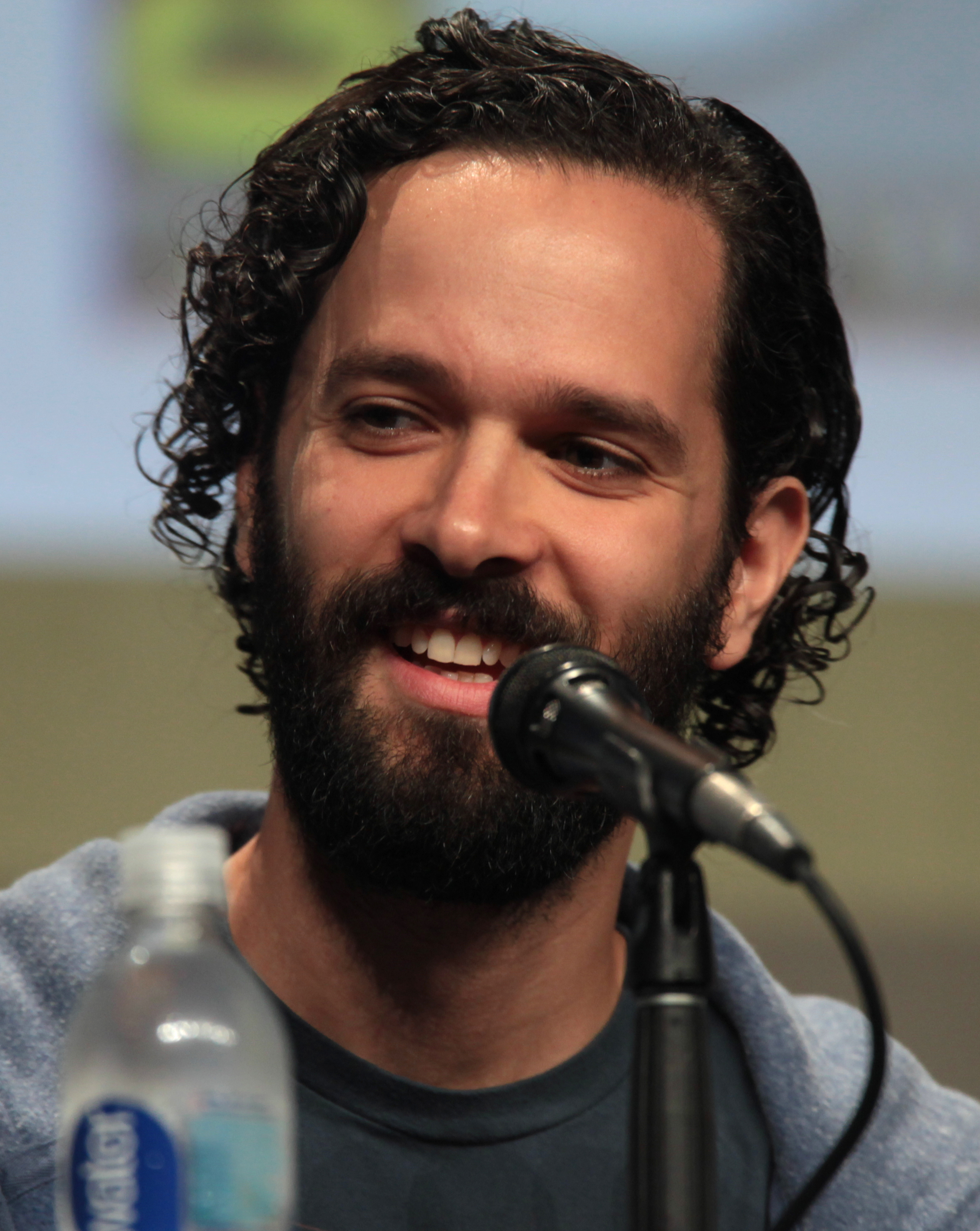
Neil Druckmann est l'un des concepteurs de Left Behind, en écrivant l'histoire du jeu

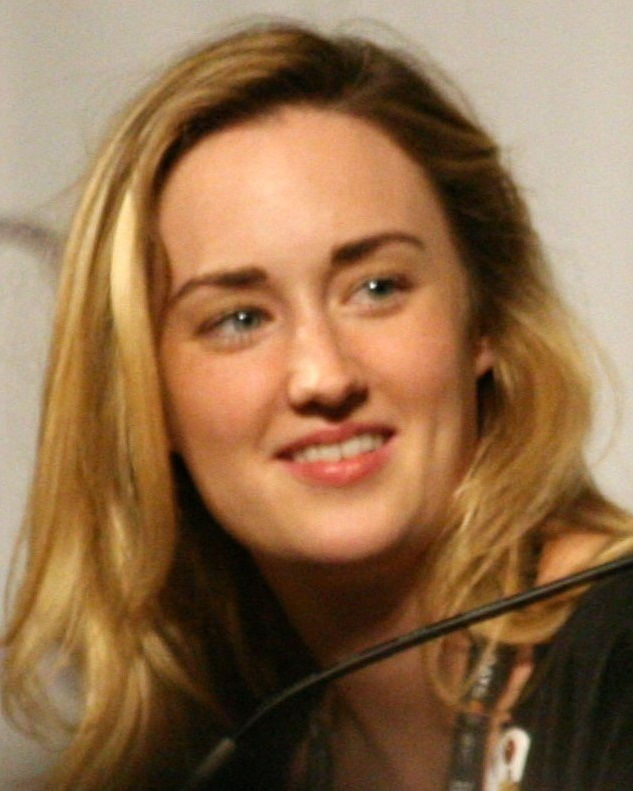
Ashley Johnson a interprété Ellie dans Left Behind, reprenant son rôle de The Last of Us

Left Behind a été écrit pour se concentrer sur la relation entre Ellie et Riley, et pour recouvrir les événements qui ont défini leurs futures personnalités. Riley était chronologiquement introduite à Ellie dans The Last of Us: American Dreams, un comic écrit part le directeur créatif Neil Druckmann et l'artiste Faith Erin Hicks. L'équipe a utilisé le comic comme point de référence pour développer la relation entre Ellie et Riley, devenant particulièrement intéressée d'avoir la chance d'en voir plus sur cette relation; Druckmann pense qu'ils auraient jamais développé Left Behind si American Dreams n'était jamais écrit. Druckmann pense aussi que l'histoire de la relation entre Joel et Ellie dans The Last of Us représente la survie, la loyauté et l'amour, et la relation entre Ellie et Riley dans Left Behind représente les mêmes thèmes. Straley dit que les thèmes incluent l'amour, la perte et la dévotion, réfléchissant à la mesure dans laquelle ils vont protéger ceux qu'ils aiment. Ashley Johnson a interprété Ellie dans Left Behind, reprenant son rôle de The Last of Us. Pour interpréter Riley, l'équipe a distribué le rôle à Yaani King ; Johnson a noté qu'il était intéressant de jouer contre quelqu'un de différent, et que King convenait au rôle immédiatement. King était intimidée de faire partir d'un grand projet, et se demandait si elle avait sa place ici. L'équipe a trouvé intéressant de raconter l'histoire de Riley, comme les joueurs sont déjà conscients des effets qu'elle a eu sur Ellie ; Left Behind fait voir que le comportement de Riley change celui d'Ellie, résultant à cette dernière de combattre pour sauver ce qui lui est proche. L'équipe était aussi intéressée par le comportement d'Ellie vis-à-vis de Riley, elle est perçue comme plus joueuse. Dans Left Behind, Ellie et Riley partagent un baiser ; l'équipe a un temps omis le baiser dans le jeu, mais a senti qu'il était impératif à l'histoire, et a donc renforcé leur relation. Même si initialement elle a juste vu Riley comme une source d'influence pour Elllie, Druckmann a plus tard considéré la potentiel romantique, et a décidé d'explorer le concept.
En écrivant The Last of Us, Druckmann a eu l'idée que les événements vont façonner l'identité d'Ellie ; en concevant la direction de l'histoire de Left Behind, il a trouvé que ces événements étaient adaptés. Druckmann a senti que de mettre une dispute entre Ellie et Riley, qui prend place dans les événements antérieurs au jeu, a autorisé les joueurs de dessiner leurs propres conclusions. L'équipe a trouvé différentes sections du jeu intéressantes, comme les références à Facebook et Halloween, comme les personnages ne sont pas au courant de leurs sens.
Le délai de développement plus court pour Left Behind a donné à l'équipe l'opportunité d'essayer des mécaniques et idées qui étaient impossibles à tester dans le jeu principal. Avec le combat du jeu, une fonctionnalité ajoutée autorise les joueurs à attirer l'attention des infectés vers les humains hostiles, autorisant une fuite plus facile. Les séquences de gameplay ont été conçues afin de contraster avec les autres moments de la vie d'Ellie ; par exemple, le combat de pistolets à eau avec Riley est contrasté avec les coups de feu avec les ennemis. L'équipe a trouvé que créer quelques mécaniques de gameplay était un challenge, avec quelques scénarios de combats en moins dans Left Behind que dans The Last of Us. L'animation des masques a aussi présenté un challenge, dû au nombre d'articulations, il a fallu plusieurs itérations avant que le design final soit implémenté.
Left Behind est sorti mondialement sur PlayStation 3 le 14 février 2014, comme un contenu téléchargeable de The Last of Us. Il a été plus tard groupé avec The Last of Us Remastered, une version améliorée du jeu sorti pour PlayStation 4 le 29 juillet 2014. Il est sorti aussi comme un standalone pour PlayStation 3 et PlayStation 4 le 12 mai 2015.

## Accueil

### Critiques
The Last of Us: Left Behind a reçu des « critiques généralement favorables », selon l'agrégateur d'avis Metacritic, basé sur 69 avis. Les critiques ont loué le développement des personnages, l'histoire et le sous-texte, le gameplay et le combat, et la représentation des femmes et des personnages LGBT. 
Tom Mc Shea de GameSpot a trouvé l'histoire perspicace, et Colin Moriarty d'IGN a pensé que c'est l'une des fonctionnalités les plus remarquables du jeu. Matt Helgeson de Game Informer a écrit que l'écriture « brille », et qu'il a significativement assisté au développement des personnages. Henry Gilbert de GamesRadar+ a senti que l'histoire était « intense, tragique, plein d'humour et même poignant ». Samit Sarkar de Polygon a écrit que Left Behind « sert comme un autre côté de l'histoire formidable » au jeu principal, mais c'est « encore plus impressionnant » lorsqu'il est pris sur ses propres mérites. Nick Cowen de Computer and Video Games a trouvé l'histoire « moins satisfaisante » que The Last of Us dû au manque de nouveaux détails à propos d'Ellie, mais il a déclaré qu'il était « bourré d'action et agréable » toutefois.